# Tề Hà
Tề Hà (tiếng Trung: 齐河县, Hán Việt: Tề Hà huyện) là một huyện thuộc địa cấp thị Đức Châu, tỉnh Sơn Đông, Cộng hòa Nhân dân Trung Hoa. Huyện này có 600.000 triệu (2001). Huyện này nằm ở bờ bắc Hoàng Hà, thời nước Tề Xuân Thu được Yến Anh phong là Yến Thành. Tề Hà nằm ở bình nguyên Tây Bắc Lỗ. 